# Linda Regul
Linda Regul (* 10. Februar 1923 in Bremerhaven; † 26. April 2011 in Bremerhaven) war eine deutsche Politikerin (SPD) und für Bremerhaven Mitglied der Bremischen Bürgerschaft.

## Biografie
Regul war als Angestellte bei der Seestadt Bremerhaven tätig und zudem Mitglied des Personalrates ihrer Behörde und im Gesamtpersonalrat des Magistrats ab 1980 stellvertretende Vorsitzende.
Sie wurde Mitglied der SPD und war von 1959 bis 1963 Stadtverordnete in Bremerhaven sowie von 1963 bis 1967 Mitglied der 6. Bremischen Bürgerschaft und dort Mitglied verschiedener Deputationen, u. a. für Jugendwohlfahrt sowie für Wiedergutmachung.